# Länekärrssjön
Länekärrssjön är en sjö i Hässleholms kommun i Skåne och ingår i Helge ås huvudavrinningsområde. Sjön har en area på 0,0254 kvadratkilometer och ligger 93,1 meter över havet.

## Delavrinningsområde
Länekärrssjön ingår i det delavrinningsområde (623926-137583) som SMHI kallar för Förgrening. Medelhöjden är 86 meter över havet och ytan är 58,02 kvadratkilometer. Det finns inga avrinningsområden uppströms utan avrinningsområdet är högsta punkten. Farstorpsån som avvattnar avrinningsområdet har biflödesordning 3, vilket innebär att vattnet flödar genom totalt 3 vattendrag innan det når havet efter 87 kilometer. Avrinningsområdet består mestadels av skog (59 %) och jordbruk (23 %). Avrinningsområdet har 0,5 kvadratkilometer vattenytor vilket ger det en sjöprocent på 0,9 %.